# Кори, Марк (бейсболист, 1955)
Марк Манделл Кори (англ. Mark Mundell Corey; 3 ноября 1955, Тукумкэри, Нью-Мексико) — американский бейсболист и скаут. Выступал на позиции аутфилдера. Играл в составе клуба Главной лиги бейсбола «Балтимор Ориолс» и в команде Японской профессиональной лиги «Кинтэцу Баффалос».

## Биография

### Ранние годы
Марк Кори родился 3 ноября 1955 года в Тукумкэри в штате Нью-Мексико. Он был младшим из трёх сыновей в семье пилота авиакомпании United Airlines Чарльза Кори и его супруги Эмили. Детство Кори прошло в Ороре, где он начал играть в бейсбол с подростками постарше. Там он окончил старшую школу Орора Сентрал, во время учёбы играл в её бейсбольной команде на первой базе и аутфилдером, включался в состав сборной звёзд штата. Несмотря на определённые успехи, после выпуска он не получил предложений спортивной стипендии от крупных бейсбольных программ колледжей. Кори поступил в подготовительный Центрально-Аризонский колледж. В составе команды колледжа он отыграл два сезона, отбивая в них с показателем 42,9 % и 40,9 %. В одном из поздних интервью он рассказывал, что в свободное время любил охотиться на гремучих змей, а диплом так и не получил, не сдав все необходимые экзамены.

### Начало карьеры
Впервые Кори был задрафтован в январе 1975 года. «Питтсбург Пайрэтс» выбрали его в шестом раунде, но он отказался от контракта, предпочтя остаться в колледже. Через год «Балтимор Ориолс» задрафтовали его уже во втором раунде. В том же 1976 году он вместе с командой стал победителем плей-офф Национальной ассоциации младших колледжей. Летом Кори был направлен в фарм-команду Блуфилд Ориолс, где сыграл 70 матчей и стал обладателем Тройной короны Аппалачской лиге — показал лучшие результаты сезона по эффективности отбивания, количеству хоум-ранов и RBI. Его признали самым ценным игроком лиги, а компания Topps вручила ему свой приз лучшему игроку сезона в младших лигах.
В 1977 году его перевели в фарм-клуб «Ориолс» из Шарлотта. На более высоком уровне Кори стартовал не так ярко, но по итогам сезона он вошёл в пятёрку лучших игроков Южной лиги по хоум-ранам и RBI. Весной 1978 года газеты писали о нём как об игроке, способном быстро пробиться в Главную лигу бейсбола, но почти половину сезона ему пришлось пропустить из-за двух операций на колене. Болевые ощущения в нём сохранялись и после того, как в июле Кори вернулся на поле. Во второй части сезона он провёл 74 игры за «Рочестер Ред Уингз» на уровне AAA-лиги, отбивая с показателем 32,4 %. Зимой 1978 и 1979 годов он недолго играл в Пуэрто-Рико.
Следующий сезон он вновь провёл в «Рочестере», из-за ряда травм и болезни приняв участие в 92 играх. Его эффективность на бите снизилась до 24,9 %, он выбил 10 хоум-ранов, но набрал всего 30 RBI. Несмотря на ухудшение результатов, в сентябре его впервые вызвали в основной состав «Ориолс». До конца чемпионата Кори появлялся на поле в 13 матчах, выходя на замену. Последующее межсезонье он посвятил отдыху и силовым тренировкам.

### Главная лига бейсбола
Весной 1980 года на сборах Кори выглядел неубедительно, пробиться в состав, где было достаточно опытных аутфилдеров, ему не удалось. К началу чемпионата он вновь был отправлен в «Ред Уингз», где продолжил регрессировать. В 82 матчах сезона его показатель отбивания составил 23,0 %. В «Ориолс» Кори был вызван в июле, когда Гэри Ренике сломал запястье. В том же месяце он выбил единственный в своей карьере в Главной лиге бейсбола хоум-ран. Он провёл в «Балтиморе» около месяца летом и ещё 36 матчей в сентябре, завершив год с эффективностью 27,8 %. Зимой последовала ещё одна неудачная поездка в Пуэрто-Рико.
Начало чемпионата 1981 года Кори вновь провёл в «Рочестере», где принял участие в начале рекордной по длительности 33-иннинговой игре против «Потакет Ред Сокс». К июню его отправили в аренду, летом он сыграл в 52 матчах за «Спрингфилд Редбердс», но пропустил почти столько же из-за растяжения подколенного сухожилия и панкреатита, после чего вернулся в «Ориолс». В сентябре Кори сыграл последние в карьере десять игр в лиге.

### Дальнейшая карьера
В 1982 году Кори исполнилось 26 лет, но его карьера в лиге уже закончилась. Он начал сезон в «Ред Уингз», затем некоторое время провёл в команде «Эвансвилл Триплетс» и «Шарлотте». В конце июля его обменяли в «Милуоки Брюэрс», и он провёл 36 игр в фарм-клубе «Эль-Пасо Дьяблос». Весной 1983 года Кори участвовал в сборах основного состава Брюэрс, но весь чемпионат отыграл за Ванкувер Канадианс. Его результативность выросла, показатель отбивания составил 27,3 %. Он выбил 19 хоум-ранов и набрал 64 RBI, но для возвращения в лигу этого оказалось недостаточно.
Сезон 1984 года Кори начал на сборах «Сан-Франциско Джайентс». В основной состав ему пробиться не удалось, а от выступлений за фарм-клуб он отказался сам, вместо этого отправившись играть в Японию. Подписав контракт с командой Кинтэцу Баффалос, Кори сыграл в Японской лиге 31 матч, отбивая с эффективностью 21,5 %. Позднее вспоминая этот этап карьеры, он рассказывал, что его поразили концентрация и дисциплина, присущая не только местным игрокам, но и обществу в целом. На следующий сезон контракт ему не предложили, после чего он вернулся в США.
Весь 1985 год Кори оставался вне бейсбола, только осенью оказавшись в системе клуба «Монреаль Экспос». Следующий сезон он провёл на уровне AA-лиги в «Джэксонвилл Экспос», а в 1987 году играл за «Индианаполис Индианс» и «Портленд Биверс». После этого Кори объявил о завершении карьеры.

### После бейсбола
Первый год после окончания спортивной карьеры Кори провёл в Денвере, где работал водителем грузовика. Затем он провёл некоторое время, играя в ветеранской лиге, а в 1990 году закончил с бейсболом окончательно. После этого он переехал в Эвергрин и занимался продажей недвижимости. В 1992 году клуб «Колорадо Рокиз» пригласил его на должность скаута, Кори занимался поиском игроков в Луизиане, Техасе, Арканзасе и Миссури. После четырёх лет сотрудничества с «Рокиз», он также работал с «Цинциннати Редс».
В 2000-х годах Кори работал в авиакомпаниях America West Airlines и US Airways в Финиксе и Денвере. В январе 2009 года он был включён в Клуб легенд старшей школы Орора Сентрал.